# Badara Mbengué
Badara Mbengué, né le 2 février 1966, est un athlète sénégalais.

## Palmarès
| Date | Compétition            | Lieu     | Résultat | Épreuve          | Performance |
| ---- | ---------------------- | -------- | -------- | ---------------- | ----------- |
| 1989 | Championnats d'Afrique | Lagos    | 3e       | Saut en longueur | 7,88 m      |
| 1990 | Championnats d'Afrique | Le Caire | 2e       | Saut en longueur | 7,90 m      |